# Vice-président de la république du Soudan du Sud
Le vice-président de la République du Soudan du Sud est le deuxième personnage de l'État du Soudan du Sud.
Actuellement, quatre sont en fonction. Le premier vice-président est Riek Machar.

## Historique
Les accords signés le 9 janvier 2005 à Naivasha au Kenya, entre le gouvernement de Khartoum et la rébellion sudiste menée par l'Armée populaire de libération du Soudan (APLS) de John Garang octroient une large autonomie aux 10 États sudistes au sein de la République du Soudan. Le 9 juillet suivant, un gouvernement autonome est alors mis en place avec Garang comme président et Salva Kiir comme vice-président.
Ce dernier accède à la présidence un mois plus tard après la mort de Garang dans un accident d'hélicoptère. Riek Machar devient alors vice-président du gouvernement autonome.
Lors de l'accession à l'indépendance du pays, le 9 juillet 2011, Riek Machar devient vice-président de la République du Soudan du Sud.
Un poste temporaire appelé premier vice-président a été créé en août 2015.

## Nomination
Selon l'article 104 de la Constitution de transition de 2011, le vice-président est nommé par le président et doit être confirmé par une majorité des deux tiers des membres de l'Assemblée nationale législative.

## Révocation
Le vice-président peut être révoqué de ses fonctions par le président ou par un vote des deux tiers des membres de l'Assemblée nationale législative.

## Fonctions
Selon l'article 105 de la Constitution, le vice-président assume les fonctions du président en l'absence de celui-ci dans le pays. Il est aussi membre du Conseil des ministres et du Conseil de sécurité. En outre, il remplit toutes les tâches qui lui sont confiées par le président.

## Liste des vice-présidents du Soudan du Sud
| Dates de fonction                 | Titulaire                         | Parti | Notes |
| --------------------------------- | --------------------------------- | ----- | --- |
| Gouvernement autonome régional    |                                   |       | |
| 9 juillet - 11 août 2005          | Salva Kiir                        | SPLM  | Succède à John Garang à la présidence à la suite de son décès accidentel.                                                      |
| 11 août 2005 - 9 juillet 2011     | Riek Machar                       | SPLM  | |
| République du Soudan du Sud       |                                   |       | |
| 9 juillet 2011 - 23 juillet 2013  | Riek Machar                       | SPLM  | Révoqué par le président Salva Kiir.                                                                                           |
| 25 août 2013 - 26 avril 2016      | James Wani Igga                   | SPLM  | |
| 26 avril 2016 - 25 juillet 2016   | Riek Machar                       | SPLM  | Premier vice-président, nommé dans le cadre d'un accord de paix. Révoqué par le président Salva Kiir après sa fuite de Djouba. |
| 25 juillet 2016 - 22 février 2020 | Taban Deng Gai                    | SPLM  | Premier vice-président. |
| depuis le 22 février 2020         | Riek Machar                       | SPLM  | Premier vice-président, nommé dans le cadre d'un accord de paix.                                                               |
| 26 avril 2016 - 12 février 2025   | James Wani Igga                   | SPLM  | Second vice-président |
| depuis le 12 février 2025         | Benjamin Bol Mel                  | SPLM  | Second vice-président |
| depuis le 22 février 2020         | Taban Deng Gai                    | SPLM  | Troisième vice-président. |
| depuis le 22 février 2020         | Rebecca Nyandeng Garang de Mabior | SPLM  | Quatrième vice-présidente. |
| 22 février 2020 - 12 février 2025 | Hussein Abdelbagi                 | SSOA  | Cinquième vice-président. |
| depuis le 12 février 2025         | Josephine Lagu Yang               | SSOA  | Cinquième vice-présidente. |